# Hermine David

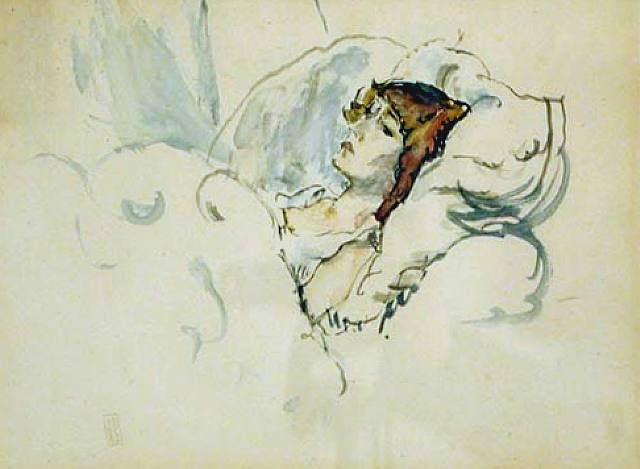
Jules Pascin: Hermine au lit

Hermine Lionette Cartan David (* 19. April 1886 in Paris; † 1. Dezember 1970 in Bry-sur-Marne) war eine französische Zeichnerin und Malerin. Sie ist die Urenkelin des Revolutionsmalers Jacques Louis David.

## Leben
Von 1902 bis 1905 war sie als eine der ersten weiblichen Studierenden und Schülerin von Jean Paul Laurens an der École des Beaux-Arts in Paris. Sie stellte in den Salons der Union des femmes peintres et sculpteurs (1904) und der Société des Artistes Français (ab 1905) aus.
Als 1907 ihre Beziehung zu dem aus Bulgarien stammenden Wahlfranzosen Jules Pascin (1855–1930) begann, war Hermine David bereits eine erfolgreiche Malerin, Grafikerin und Miniaturistin. Die beiden Künstler arbeiteten in verschiedenen Ateliers in Montmartre und Montparnasse.
Pascin führte Hermine David in die Künstlergruppe ein, die sich regelmäßig im Café du Dôme traf. Dazu gehörten Friedrich Ahlers-Hestermann, Rudolf Levi, Jules Pascin, Hans Purrmann, Fritz Stuckenberg, Rudolf Tewes, Rudolf Troendle und Alfred Weisgerber. Diese Künstler folgten den französischen Malern Paul Gauguin, der Nabis, den Künstlern von Pont-Aven, Henri Matisse und den Kubisten. Es ging ihnen nicht nur um die Leuchtkraft der Farben, sondern sie waren angetrieben von dem Verlangen nach der neuen Linie, von der Matisse sprach. Komposition und Konstruktion wurden wichtige Kriterien dieser Pariser Jahre.
Auf Grund ihrer Stellung als anerkannte Künstlerin und einziger Frau in dieser Gruppe verdient ihr Werk eine besondere Aufmerksamkeit. In deutschen Museen und auf dem deutschen Kunstmarkt sind ihre Arbeiten allerdings kaum zu finden. Ein äußerst seltenes Einzelblatt besitzt die Städtische Galerie Delmenhorst mit der Radierung Sonntagsausflug.
1915 reisten Hermine David und Jules Pascin zunächst nach England und dann nach Amerika, wo sie 1918 heirateten. In New York bot sich für Hermine David die Gelegenheit zu einer Ausstellung. Kurz nach 1920 trennten sie sich, und Hermine David kehrte nach Paris zurück. Es folgten Einzelausstellungen in London und in der Galerie Berthe Weill, und 1923 die Beteiligung an den Salons der Société du Salon d’Automne, der Société des Artistes Indépendants (1923) und der Société du Salon des Tuileries. In den 1920er- und 1930er-Jahren war Hermine Davids produktivste Periode. Sie illustrierte mehrere Bücher, unter anderem von Alain-Fournier, Jean Giraudoux, André Maurois, Marcel Proust, Paul Claudel, Valery Larbaud, Jean Giono, Victor Hugo, Gérard de Nerval, Arthur Rimbaud.
Als Druckerin leistete sie Herausragendes in den Techniken des Drypoints und der Lithografie. Der größte Teil dieser Arbeiten stellte Szenen in und um Paris dar. Die meisten dieser Arbeiten wurden durch den Verlag von Jacquart gedruckt und veröffentlicht.
Wegen ihres scharfen Auges, ihrer Beherrschung des räumlichen Aufbaus und der reichen Beschaffenheit ihrer Drypoints wurde Hermine David von Kritikern und Sammlern geschätzt. 1932 wurde Hermine David beauftragt, mindestens sechs große Lithografien mit Szenen aus der Nähe von Paris herzustellen. Hermine David blieb bis weit in die 1960er-Jahre eine aktive Künstlerin. Sie starb im Dezember 1970 im Alter von 84 Jahren.

## Auszeichnungen
- 1932: Ernennung zum Chevalier der Ehrenlegion